# Diondiori
Diondiori är ett departement i Mali.   Det ligger i regionen Mopti, i den centrala delen av landet, 400 km nordost om huvudstaden Bamako.